# Fotofolie
Als Fotofolie (Trockenfilmresist) bezeichnet man einen Fotoresist, den man in fester Form auf das Substrat aufbringt. Fotofolien benutzt man z. B. für Leiterplatten, um diese zu strukturieren. Das Verfahren, mit dem die Fotofolien auf das Substrat aufgebracht werden, wird als Laminieren bezeichnet. Bei diesem Verfahren wird das Substrat zwischen zwei Fotofolien eingeschlossen. Dabei ist drauf zu achten, dass der Resist plan liegt und keine Luftbläschen eingeschlossen sind, da sonst an diesen Stellen Fehlbelichtungen auftreten könnten. Dies bedeutet, dass das eintreffende Licht z. B. gebrochen wird und auch die Stellen belichtet, die nicht belichtet werden sollen. Das kann zu Strukturfehlern führen wie z. B. dass die Leiterbahn an dieser Stelle unterbrochen wird.